# 董威 (嘉靖進士)
董威（1513年—？），字重夫，河南汝寧府信陽州人，明朝政治人物。同進士出身。

## 生平
嘉靖十九年（1540年）庚子科河南鄉試第六十五名舉人。嘉靖二十年（1541年）中式辛丑科三甲153名進士。，授魏縣知縣，改邯郸县，二十六年六月选授浙江道試監察御史，二十九年巡按贵州，三十二年春兴建京师外城，奉命巡視工程。三十三年四月升大理寺右寺丞，三十四年七月进左寺丞，又进右少卿，三十六年十一月升都察院右僉都御史、巡撫延綏，三十九年四月升都察院右副都御史、巡撫保定兼提督紫荊關，未任，九月因所舉薦的慶陽府知府孫續因贪污被弹劾，以董威薦舉失實，令調南京大理寺卿，四十年閏五月改都察院右副都御史、總督湖廣川貴軍務撫治鄖陽，八月考察调外任。

## 家族
曾祖董浩理；祖父董志望；父董果，母王氏。永感下。兄文方、文章、文昇。